# ETV4
ETV4 (англ. ETS variant 4) – білок, який кодується однойменним геном, розташованим у людей на короткому плечі 17-ї хромосоми. Довжина поліпептидного ланцюга білка становить 484 амінокислот, а молекулярна маса — 53 938.
| 10         |  | 20         |  | 30         |  | 40         |  | 50         |
| ---------- |  | ---------- |  | ---------- |  | ---------- |  | ---------- |
| MERRMKAGYL |  | DQQVPYTFSS |  | KSPGNGSLRE |  | ALIGPLGKLM |  | DPGSLPPLDS |
| EDLFQDLSHF |  | QETWLAEAQV |  | PDSDEQFVPD |  | FHSENLAFHS |  | PTTRIKKEPQ |
| SPRTDPALSC |  | SRKPPLPYHH |  | GEQCLYSSAY |  | DPPRQIAIKS |  | PAPGALGQSP |
| LQPFPRAEQR |  | NFLRSSGTSQ |  | PHPGHGYLGE |  | HSSVFQQPLD |  | ICHSFTSQGG |
| GREPLPAPYQ |  | HQLSEPCPPY |  | PQQSFKQEYH |  | DPLYEQAGQP |  | AVDQGGVNGH |
| RYPGAGVVIK |  | QEQTDFAYDS |  | DVTGCASMYL |  | HTEGFSGPSP |  | GDGAMGYGYE |
| KPLRPFPDDV |  | CVVPEKFEGD |  | IKQEGVGAFR |  | EGPPYQRRGA |  | LQLWQFLVAL |
| LDDPTNAHFI |  | AWTGRGMEFK |  | LIEPEEVARL |  | WGIQKNRPAM |  | NYDKLSRSLR |
| YYYEKGIMQK |  | VAGERYVYKF |  | VCEPEALFSL |  | AFPDNQRPAL |  | KAEFDRPVSE |
| EDTVPLSHLD |  | ESPAYLPELA |  | GPAQPFGPKG |  | GYSY       |  |            |

A: Аланін

C: Цистеїн

D: Аспарагінова кислота

E: Глутамінова кислота

F: Фенілаланін

G: Гліцин

H: Гістидин

I: Ізолейцин

K: Лізин

L: Лейцин

M: Метіонін

N: Аспарагін

P: Пролін

Q: Глутамін

R: Аргінін

S: Серин

T: Треонін

V: Валін

W: Триптофан

Кодований геном білок за функціями належить до активаторів, фосфопротеїнів. 
Задіяний у таких біологічних процесах, як транскрипція, регуляція транскрипції, альтернативний сплайсинг. 
Білок має сайт для зв'язування з ДНК. 
Локалізований у ядрі.